# 차명진
차명진(車明進, 1959년 8월 14일  ~ )(헌호: 삼도 三島)은 대한민국의 제17·18대 국회의원을 역임한 정치인이다. 제21대 국회의원 선거에서 미래통합당(현재의 국민의힘) 후보로 공천을 받았다가 세월호 발언으로 인해 미래통합당에서 제명되고 후보 자격도 박탈되었다. 그러나 그뒤 법원 가처분으로 후보직을 탈환하였다.

## 생애
차명진 (헌호:삼도 三島)은 1959년 8월 14일에 서울특별시에서 북한 출신 실향민의 아들로 태어나서 1978년에 용문고등학교를 졸업했다. 1985년에 서울대학교에서 정치학과 학사 학위를 받았고 1996년에는 서울대학교 대학원에서 정치학과 석사 학위를 받았다.
1980년대 초반에는 서울대학교에서 학생 운동을 전개하던 도중에 국가안전기획부에 의해 구금되어 강원도로 이송되기도 했다. 1988년에는 서울대학교를 졸업한 서명희와 결혼했는데 백기완 통일문제연구소장이 결혼식 주례를 맡았다. 하지만 차명진은 나중에 백기완과의 악연으로 인해 좌파에서 우파로 전향했다는 사실을 알리게 된다.
차명진은 대한민국 육군에서 병장으로 만기 전역한 이후부터 노동 운동에 참여했다. 1990년부터 1991년까지 민중당 구로갑지구당 사무국장을 역임하면서 김문수와의 인연을 형성했다. 민중당은 1992년에 실시된 대한민국 제14대 국회의원 선거에서 한 석도 획득하지 못했고 득표율 미달로 인하여 등록이 취소되었다. 1996년부터 2000년까지 김문수 한나라당 국회의원 보좌관을 역임했고 2000년부터 2002년까지 이회창 한나라당 총재 보좌역을 역임했다. 2003년부터 2005년까지 손학규 경기도지사 공보관, 특별보좌관을 역임했다.
2006년에 김문수가 경기도지사 선거에 출마하기 위해 사퇴함에 따라 실시된 부천시 소사구 국회의원 보궐선거에서 열린우리당 소속으로 출마했던 김만수 후보를 큰 표차로 누르고 당선되었으며 2008년에 실시된 대한민국 제18대 국회의원 선거에서도 김만수 통합민주당 후보를 누르고 재선에 성공했다. 2012년에 실시된 대한민국 제19대 국회의원 선거·2016년에 실시된 대한민국 제20대 국회의원 선거·2020년에 실시된 대한민국 제21대 국회의원 선거에서 새누리당(나중에 자유한국당으로 이름을 바꿈)·미래통합당(현재의 국민의힘) 후보로 출마했으나 3차례의 선거 모두 김상희 민주통합당·더불어민주당 후보에게 패배하여 낙선했다. 매일방송(MBN)의 저녁 뉴스 프로그램 《MBN 뉴스와이드》에서 패널로 출연했고 정규재가 운영한 보수주의 성향의 인터넷 신문 《펜앤드마이크》에 시사 만평을 게재했다.

## 학력
- 1978년 용문고등학교 졸업
- 1985년 서울대학교 사회과학대학 정치학 학사
- 1996년 서울대학교 대학원 정치학 석사

## 경력
- 1990년 ~ 1991년: 민중당 구로갑지구당 사무국장
- 1996년 ~ 2000년: 김문수 국회의원 보좌관
- 2000년 ~ 2002년: 한나라당 이회창 총재 및 대통령후보 보좌역
- 2003년 ~ 2005년: 손학규 경기도지사 공보관, 특별보좌관
- 2006년: 김문수 경기도지사직 인수위원회 부위원장
- 2006년: 김문수 한나라당 경기도지사후보 선대위원실 총괄실장
- ~ 2017년 2월 새누리당 경기도당 부천소사 당원협의회 운영위원장
- 2017년 2월 ~ 2018년 9월: 자유한국당 경기도당 부천소사 당원협의회 운영위원장
- 2018년 10월 ~ 2019년 8월: 자유한국당 경기도당 당협조직본부 서부권본부장
- 2018년 12월 ~ 2020년 2월: 자유한국당 경기도당 부천소사 당협위원장

### 의정 활동

#### 17대
- 2006년 7월 ~ 2008년 5월: 제17대 국회의원(부천시 소사구 / 한나라당)
- 김문수 의원의 경기도지사 출마로 보궐선거에서 당선
- 국회 정무위원회 위원
- 국회 예산결산특별위원회 위원
- 국회 운영위원회 위원
- 국회 농림해양수산위원회 위원
- 한나라당 원내부대표
- 한나라당 기획위원
- 국회 방송통신특별위원회 위원
- 한나라당 홍보위원회 부위원장

#### 18대
- 2008년 5월 ~ 2012년 5월: 제18대 국회의원(부천시 소사구 / 한나라당 → 새누리당)
- 국회 환경노동위원회 위원
- 국회 기획재정위원회 위원
- 한나라당 원내대변인
- 한나라당 대변인
- 한나라당 경기도당 조직위원장
- 한나라당 미래위기 대응특위 수석부 위원장
- 2011년 5월 : 한나라당 비상 대책위원회 위원

## 전과
- 건축법위반: 벌금 2,000,000원 - 1993년 2월 8일 선고[3]

## 논란

### 최저생계비 황제 체험 논란
2010년 7월 23일에서 24일까지 참여연대가 실시한 최저생계비로 한달나기 캠페인에 참여한 이후 후기가 논란이 됐다. 이 후기에서 차명진 의원은 "나는 왜 단돈 6,300원으로 황제와 같은 생활을 할 수 있었을까? 물가에 대한 좋은 정보와 마음껏 돌아다닐 수 있는 건강이 있었기 때문이다."라고 글을 써 논란을 빚었다. 이에 대응하여 민주노총은 개드립(개+애드립(ad lib))과 오버질에 불과하다며 비난했다. 차명진 의원은 결국 물의를 빚어서 죄송하다는 말로써 사과했다.

### 의정활동비 개인 지출 논란
2011년 9월 18일 국민일보의 "[정치자금 겉과 속-(4) 정치 후원금은 쌈짓돈] 이발비 12만원·안경 구입비 45만원 쓰고 “의정활동용”"이라는 기사  에 의하면 차명진은 2010년 5월 27일 업무용 안경 10만원, 6월 23일 다시 업무용 안경 45만원, 7월 1일에도 업무용 안경 45만원, 9월 8일 진료비 21만 9100원, 11월 28일 목도리 4만5천원, 12월 8일 셔츠 3만9천원을 각각 '의정활동용'으로 신고했다.

### 박원순 비난
차명진 의원은 2011년 10월 11일에 국회에서 열린 정치 분야 대정부 질문에서 서울특별시장 보궐선거에서 야권 무소속 단일 후보로 출마한 박원순에 대해 "박원순은 한 손으로는 채찍을 들고 내리치면서 다른 한 손으로는 양아치처럼 삥을 뜯어가면서 행동하고 있다. 급진 사회주의자인 박원순은 대한민국의 체제 전복을 행동 강령으로 여기는 종북 좌파처럼 행동하고 있다."고 비난했다. 이에 민주당은 "박원순이 무섭긴 무서운 사람이다. 차명진은 박원순에 대해 매카시즘 수준의 적대적인 공격을 자행했으며 한나라당의 박원순 검증은 바이러스가 백신을 치료한다고 주장하는 것과 같다."고 지적했다.

### 세월호 유가족 비하 논란과 카톡방 퇴장 사건
세월호 침몰 사고 5주년 하루 전 날인 2019년 4월 15일 차명진 자유한국당 경기 부천 소사 당협위원장은 자신의 페이스북을 통해 세월호 침몰 사고 유가족들에게 “자식의 죽음에 대한 세간의 동병상련을 회 쳐먹고, 찜 쪄먹고, 그것도 모자라 뼈까지 발라먹고 진짜 징하게 해쳐 먹는다.”는 게시물을 작성했다. 이어 “지구를 떠나라. 지겹다.”, “개인당 10억의 보상금 받아 이 나라 학생들 안전사고 대비용 기부를 했다는 얘기 못 들었다.”며 “귀하디 귀한 사회적 눈물 비용을 개인용으로 다 쌈 싸먹었다. 나 같으면 죽은 자식 아파할까 겁나서라도 그 돈 못 쪼개겠다.”, “이 자들의 욕망은 거기서 멈추지 않는다. 세월호 사건과 아무 연관 없는 박근혜, 황교안에게 자식들 죽음에 대한 자기들 책임과 죄의식을 전가하려 하고 있다.”며 “좌빨들한테 쇄뇌(세뇌)당해서 그런지 전혀 상관 없는 남탓으로 돌려 자기 죄의식을 털어버리려는 마녀사냥 기법을 발휘하고 있다.”며 세월호 침몰 사고 유가족을 헐뜯는 글을 올렸다.  이에 차명진은 해당 게시물을 삭제하고 사과글을 게시하며 페이스북과 방송활동을 중단하겠다고 밝혔다. 결국 이 발언으로 인하여, 한 달 뒤인 2019년 5월 29일, 자유한국당 윤리위원회로부터 당원권 정지 3개월이라는 징계를 받았다.
차명진 전 자유한국당 국회의원의 대학교 동기이도 한 김학노 영남대학교 정치외교학과 교수는 2019년 4월 16일에 서울대학교 정치학과 79학번 동기들이 참여한 단체 대화방에 들어온 차명진 전 자유한국당 국회의원을 향해 "차명진 이 나쁜 새끼야! 언제 정신 차릴래?"라고 비난하는 글을 남겼다. 김학노 교수는 대화방에서 나왔던 차명진을 초대한 뒤에 차명진 전 자유한국당 국회의원을 향해 "이 새끼가 어딜 도망가?"라고 조롱했다. 차명진이 또다시 대화방을 나가자 김학노 교수는 "(차명진) 이 새끼 없는 자리에서 욕하기도 뭐하고 암튼(아무튼) 명진이는 오늘부터 완전 아웃이다."라고 차명진 전 자유한국당 국회의원을 조롱하는 글을 올렸다.

### '문재인은 빨갱이' 발언
2019년 6월 6일, 문재인 대통령이 추념사에서 김원봉을 언급하였는데, 자신의 페이스북에다가 "우선 입 달린 의원 한 명이라도 있으면 한 명이라도 이렇게 외쳐야한다. '문재인은 빨갱이'"라고 발언하였다. 이 발언으로 인해 더불어민주당은 자유한국당을 향해 "차 전 의원을 영구적으로 축출하라"고 비판했으며, 청와대 또한 "논리적 비약, 막말, 이념에 사로잡힌 색깔론, 편가르기의 종합판"으로 차 전 의원의 발언을 비판하였다.

### 남북미정상회담 비판
2019년 6월 30일에 도널드 트럼프 미국 대통령, 김정은 조선민주주의인민공화국 국무위원장, 문재인 대한민국 대통령이 판문점·공동경비구역에서 2019년 남북미정상회담을 가졌다. 차명진은 황교안 자유한국당 대표가 판문점 남북미정상회담에 큰 의미가 있다고 평가한 것과 관련하여 자신의 페이스북에 "황교안의 남북미정상회담 평가가 우파의 최고 수장이 할 소리인가? 그들이 지난 2년 동안에 걸쳐 세계 최초라는 명목의 '생쇼'를 벌이면서 해낸 것이 어디 있는가? 나는 그동안 우파 진영의 단결을 위해 참아왔지만 오늘부터 황교안 자유한국당 대표에 대한 지지를 철회한다. 우파 진영은 뒤에서 주전자를 들면서 고초를 더 겪고 공부를 더 해야 한다."는 발언을 남겼다.

### 일본 제품 불매 운동에 대한 비판
2019년 7월 28일, 일본 정부가 대한민국을 대상으로 한 수출 규제로 인해 벌어진 일본 제품 불매 운동에 관해서 "일본 제품 불매운동이나 국산부품 자력갱생운동 같은 퇴행적인 운동으로 국민의 저급한 반일감정에 의지하는 문재인의 얄팍한 상술을 비판해야 한다."라고 발언하였다. 박진성 시인은 "다시 차명진에게"라는 시를 읊어서 차 전 의원의 발언을 거세게 비판하였다.

### 세월호 텐트 관련 쓰리섬 발언
2020년 4월 6일에 OBS경인TV에서 방영된 제21대 국회의원 선거 부천시 병 선거구 후보자 토론회에서 김상희 더불어민주당 후보가 차명진 미래통합당 후보의 세월호 침몰 사고 관련 페이스북 막말에 대해 질문받자 차명진은 "혹시 쓰리섬(스리섬) 사건이라고 아세요? 쓰리섬 사건. 저는 페이스북에 글을 쓰기 전에 2018년 5월에 《뉴스플러스》라는 매체에서 나온 '세월호 자원봉사자, 세월호 유가족이 세월호 텐트 안에서 말로 표현할 수 없는 문란한 행위를 벌였다.'는 기사를 이미 알고 있습니다. 국민의 동병상련으로 국민 성금 다 모아서 만든 그 곳에서, 있지 못할 일이 있었던 사건을 알고 있었습니까?"라는 발언을 하면서 논란이 되었다. 차명진은 한발 더 나아가 자신의 발언은 "세월호 침몰 사고를 우려먹는 사람들, 박근혜 전 대통령·황교안 미래통합당 대표를 마치 세월호 침몰 사고의 주범인 것처럼 몰아치는 사람들, 세월호 침몰 사고를 이용해서 박근혜 전 대통령에게 억지 누명을 씌워서 쫓아내고(박근혜 대통령 탄핵) 권력을 장악한 사람들, 세월호 침몰 사고 성역 텐트에서 있지 못할 일을 자행한 사람들"에 일침을 가한 것이라고 주장했다. 또한 차명진은 김상희 후보를 향해 "더불어민주당은 홍익표(차명진은 '홍일표'(전직 미래통합당 소속 국회의원)라고 잘못 발언했음)와 같이 박근혜 전 대통령한테 무슨 입에 담지 못할 귀태라고 얘기한 사람들, 박근혜 전 대통령을 소재로 한 누드화를 그린 사람들을 처벌하지 않았다."라는 사실을 거론하면서 "자신들에게 아픈 이야기를 하는 사람들을 막말이라고 표현하는 것이 언어도단입니까?"라고 주장했다.
차명진은 보수주의 성향의 유튜브 채널 가로세로연구소 소속 유튜버인 김세의, 강용석, 김용호가 경기도 부천시에서 진행한 야외 유튜브 생방송에서도 "《뉴스플러스》에서 나온 쓰리섬 기사 봤어요. 어떻게 자식 죽음 앞에서 쓰리섬을 해?"라고 발언했고, 결국 OBS는 4월 9일 해당 TV 토론회를 유튜브에 올리면서 "쓰리섬" 부분을 묵음 처리했다. 이는 선거방송토론 규정상 이를 방송하는 때엔 편집을 하지 않은 상태에서 방송하도록 되어 있지만 이를 위반한 것으로 보이나 중앙선거방송토론회 및 관할 선거관리위원회와 협의하여 이를 불문 처리했다고 밝혔다. 주관사인 OBS가 편집을 통해 재방송을 하려고 했으나 차명진 후보 측이 편집을 하려는 것에 강력 항의하면서 재방송이 취소되었다. 더불어민주당은 "세월호 유가족에 대해 차마 입에 담을 수 없는 막말을 했다. 차 후보의 막말은 이번이 처음이 아니며 거듭된 막말에도 불구하고 공천을 준 것은 면죄부를 준 것이다. 황교안 대표는 막말 후보에 면죄부를 주고 공천한 것에 대해 국민께 사과하고 즉각 사퇴하라"고 비판했으며 미래통합당은 차명진의 제명을 검토 중이라고 했다. 그러나 당 내부에서의 반대가 이어지면서 한 단계 낮춘 "탈당 권유"로 확정지었고 김종인 미래통합당 선거대책위원장은 이에 대한 대국민 사과를 했다. 탈당 시한이 선거일 이후여서, 후보로 출마하는데는 문제가 없게 되었다. 차명진은 이 발언 이후 자신에게 후원금이 쇄도하여 "한도 초과로 후원금 계좌를 닫는다."고 하면서 "후원금을 천안함 피격 사건 유족을 위해 쓰겠다."고 했다.
차명진은 2020년 4월 11일에 부천역 앞에서 김문수 전 경기도지사 겸 기독자유통일당 공동선거대책위원장과 함께 진행한 현장 유세에서 "미래통합당 지도부는 세월호 텐트에서 있었던 그날의 진상 조사를 당장 실시하라!", "세월호 텐트의 검은 진실이 사실이 아니라면 오늘부터 차명진은 후보직을 내려놓겠습니다. 차명진이 모든 재산을 갖다주겠습니다. 차명진이 평생 반성문을 쓰겠습니다.", "내가 요구한다. 당장 세월호 텐트의 진실, 검은 진실, 쓰리섬 여부를 밝혀라! 쓰리섬이 없었다면 차명진이 책임지겠다! 쓰리섬이 있었다면 너희들 국민 성금, 세금 다 토해내라!", "수천억 국민 성금과 세금을 쓰리섬으로 더럽힌 그대들, 세월호 연대, 당장 국민에게 사과하고 감옥으로 가라!"는 막말 선거 운동을 벌였다. 이후 차명진은 페이스북에 김상희 후보의 선거 현수막이 자신의 선거 현수막 위아래로 붙어 있는 사진과 함께 그 모습을 다시 “현수막 쓰리섬 - 쓰리섬이 막말이라며? 지가 먼저 나서서 쓰리섬하는 이건 뭔 시추에이션? 아! 난 쓰리섬 진짜 싫다니까!”라고 김상희 후보를 조롱하는 게시물을 올렸다가 삭제했다. 4월 12일에 김상희는 차명진을 명예훼손과 성희롱 등의 혐의로 검찰에 고발했다고 밝혔다. 이를 두고 다시 논란이 생기자 4월 13일 미래통합당은 결국 차명진을 제명하기로 결정했다. 이때 미래통합당은 윤리위원회의 심의 절차를 생략하는 등, 제명 절차를 일부 준수하지 않았다. 그 후 부천시선거관리위원회는 차명진의 후보자 등록을 무효 처리했다.
차명진은 미래통합당의 제명 결정에 불복하여 법원에 의결효력정지 가처분 신청을 했고, 총선 하루 전날인 2020년 4월 14일에 절차가 잘못된 제명의 효력을 중지할 필요가 있다는 법원의 결정에 의해 가처분은 인용되었다. 이후 선거관리위원회는 후보자 등록을 무효 처리한 것을 취소하였다. 차명진은 낙선하였고 탈당 권유 원 징계에 따른 시한 내에 탈당하여 미래통합당을 떠났다. 그러나 서울고등법원은 2021년 11월 3일에 차명진이 미래통합당(현재의 국민의힘)을 상대로 제기한 제명 결의 무효 확인 항소심 소송에서 "해당 사건의 피고인 미래통합당이 윤리위원회의 심의 절차 또는 당헌에 명시된 예외 규정 없이 최고위원회의 의결을 통해 차명진의 제명을 결정한 것은 절차상 중대한 하자에 해당된다"며 1심 판결을 깨고 승소 판결을 내렸다.

### 전광훈이 주최한 광화문 집회 참가
차명진은 2020년 8월 15일에 보건 당국의 지시를 무시하고 전광훈 목사가 서울 광화문 광장에서 주최한 문재인 정부 규탄 대국민 시위에 참여했으며 정부의 권고에 따라 경기도 가평군에 위치한 청평면보건지소에서 코로나19(코로나바이러스감염증-19) 검사를 받았다. 차명진은 2020년 8월 19일에 대한민국의 정치인으로는 최초로 코로나19 확진 판정을 받았다.
차명진은 자신의 페이스북에 게재된 글을 통해 "차명진의 어머니는 아들이 코로나19 확진자가 몰린 광화문 집회에 참가했다는 소식을 듣고 통곡했다."고 전하면서 "야외에서는 코로나19 안 옮기니까 걱정하기 말라, 빨갱이 방송의 거짓말은 믿지 말라고 하는데 나쁜 놈들은 어떻게 응징해야 합니까?"라는 입장을 밝혔다. 또한 차명진은 2020년 8월 31일에 퇴원한 이후에 자신의 페이스북에 게재된 글을 통해 "문재인이 '사랑제일교회 → 광화문광장 → 2차 코로나19 확산'이라는 거짓 주장을 제시하여 광화문 집회 참가자들을 슈퍼 전파자로 만들었다. 질병관리본부가 코로나19 대응에 대해 제대로 해명하지 않는다면 세월호 침몰 사고 당시에 활동했던 해경(해양경찰청)처럼 될 것이다."라고 주장했다.

## 역대 선거 결과
|  | 48.0% |

|  | 50.45% |

|  | 44.58% |

|  | 36.86% |

|  | 32.50% |

## 같이 보기
- 부천시 소사구 (선거구)
- 부천시 소사구의 국회의원

## 저서
- 《(초보정치인 차명진의) 의정일기》 (김&정, 2007년)
- 《정치, 그림속을 걷다 (국회의원 차명진의 만평 에세이)》 (이부키, 2011년)
- 《10월 혁명 우리는 (광야에서 만났다)》 - 공동 저자: 김문수·너알아TV (열아홉, 2020년)